# فيلارس سور فار
فيلار سور فار (بالفرنسية: Villars-sur-Var)‏ هي بلدية فرنسية تقع في إقليم الألب البحرية من منطقة بروفنس ألب كوت دازور في جنوب شرق فرنسا. تبلغ مساحة هذه المدينة 25.27 (كم²)، وترتفع عن سطح البحر 410 م، يبلغ عدد سكانها 646 نسمة حسب إحصاء المعهد الوطني للإحصاء والدراسات الاقتصادية سنة 2009 م. وترأس Edgar Malaussena البلدية خلال فترة (2008-2014).

## وصلات خارجية
- صفحة البلدية على موقع المعهد الوطني للإحصاء والدراسات الاقتصادية